# Kalendarium inwazji Rosji na Ukrainę – maj 2022
| 2022        | 2023        | 2024        | 2025    |
| ----------- | ----------- | ----------- | ------- |
| —           | styczeń     | styczeń     | styczeń |
| luty        | luty        | luty        |         |
| marzec      | marzec      | marzec      |         |
| kwiecień    | kwiecień    | kwiecień    |         |
| maj         | maj         | maj         |         |
| czerwiec    | czerwiec    | czerwiec    |         |
| lipiec      | lipiec      | lipiec      |         |
| sierpień    | sierpień    | sierpień    |         |
| wrzesień    | wrzesień    | wrzesień    |         |
| październik | październik | październik |         |
| listopad    | listopad    | listopad    |         |
| grudzień    | grudzień    | grudzień    |         |

## Maj 2022

### 1 maja
Rosyjskie Ministerstwo Obrony podało, że systemy obrony przeciwlotniczej zestrzeliły w nocy dwa ukraińskie bombowce Su-24M nad regionem Charkowa. Osiem osób zginęło, a 11 zostało rannych w wyniku ostrzału rosyjskiego we wschodniej Ukrainie. Z kolei według UNIAN, szef rosyjskiego sztabu generalnego Walerij Gierasimow, który według Ukraińskiego Defense Express kilka dni wcześniej objął dowództwo nad rosyjskim frontem pod Izium, został ranny wyniku ataku ukraińskiej artylerii; kilku oficerów zginęło. Raport brytyjskiego Ministerstwa Obrony uwypuklił starania strony rosyjskiej o utworzenie prorosyjskiej administracji w okupowanym Chersoniu, ponieważ uzyskany status miał charakter stały, a rubel miał być środkiem płatniczym. Według Brytyjczyków Chersoń był kluczowym obszarem dla dalszych rosyjskich operacji na północnym zachodzie i dla zabezpieczenia Krymu.

### 2 maja

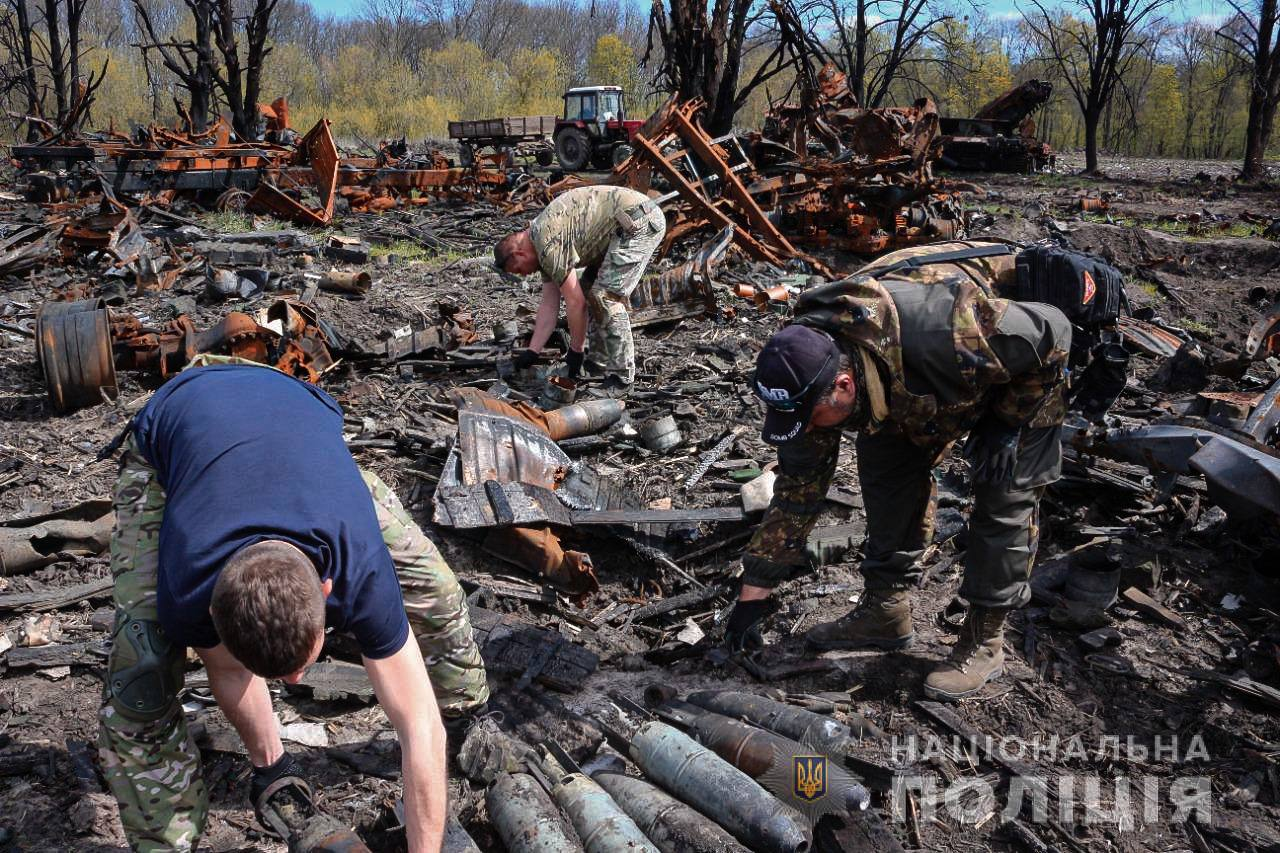
Narodowa Policja Ukrainy likwiduje amunicję pozostałą po bitwach w obwodzie sumskim.

Według doniesień ukraińskich, SZ odparły serię rosyjskich ataków w kierunku miasta Zaporoże na południu kraju i ustabilizowano front na południowy wschód od miasta. Według lokalnych władz Rosja wielokrotnie ostrzeliwała most u ujścia Dniestru (jedyne połączenie drogowe i kolejowe) w obwodzie odeskim, jednak go nie zniszczyła. Następnie siły ukraińskie użyły drona Bayraktar do zniszczenia dwóch rosyjskich łodzi patrolowych typu Raptor w pobliżu Wyspy Wężowej. Ministerstwo Obrony Ukrainy udostępniło nagranie z kamery termowizyjnej pokazujące eksplozje dwóch małych jednostek wojskowych. Nie udało się jednak zweryfikować autentyczności filmu. Z kolei według gubernatora Maksyma Marczenko kilka osób zginęło w ataku rakietowym na Odessę. Według amerykańskiego urzędnika „Rosjanie nie odnoszą takich sukcesów, jak by chcieli”. Dodał również, że siły rosyjskie w okolicach Charkowa zostały wypchnięte na 40 km od miasta. Szef władz obwodowych Pawło Kyryłenko podał, że 21 cywilów zginęło, a 27 zostało rannych w wyniku ataków rosyjskich w obwodzie donieckim.
W ocenie brytyjskiego Ministerstwa Obrony Rosja rozmieściła na początku wojny około ⅔ swoich sił lądowych ze 120 grupami bojowymi. Do 2 maja tegoż roku ¼ sił rosyjskich została wyłączona z walk, a siły specjalne, takie jak oddziały powietrznodesantowe, ponosiły największe straty. Odbudowanie tych jednostek zajęłoby lata. Według OSW walki i ostrzał Rosjan trwał z różnym natężeniem na wszystkich kierunkach we wschodniej i południowej Ukrainie. Obszarem najintensywniejszych walk był styk obwodów charkowskiego, donieckiego i ługańskiego. Strona ukraińska odpierała kolejne ataki sił rosyjskich, zadając im duże straty. Rosjanie kontynuowali przegrupowanie jednostek do rejonów przygranicznych poprzez sprowadzanie posiłków z Zachodniego, Centralnego i Wschodniego Okręgu Wojskowego oraz Floty Północnej. Rosjanie starali się również zakłócić logistykę Ukraińców, kontynuując uderzenia rakietowe, m.in. na lotnisko międzynarodowe w Odessie czy na składy wojskowe w obwodzie dniepropetrowskiem.

### 3 maja
Sztab Generalny Ukrainy poinformował, że siły rosyjskie kontynuowały ofensywę na kierunku iziumskim w stronę miast Barwinkowe i Słowiańsk. W obwodzie ługańskim trwały walki o Rubiżne i Popasną, ponieważ Rosjanie próbowali zdobyć kontrolę nad tymi miastami i przesunąć się dalej w kierunku Łymanu i Siewierska w obwodzie donieckim. Kontynuowano także ostrzał Charkowa, Mikołajowa, a także obiektów cywilnych w obwodach dniepropietrowskim, zaporoskim, ługańskim i charkowskim. Następnie pomimo nieudanej dalszej ewakuacji ludności cywilnej z oblężonej huty Azowstal, armia rosyjska i siły separatystów, wspierane atakami z powietrza, lądu i morza, rozpoczęły ofensywę lądową i morską przeciwko obrońcom zakładu w Mariupolu. Ponadto Rosja podała, że wystrzeliła rakiety w centrum logistyczne na lotnisku wojskowym w pobliżu Odessy, niszcząc hangary z zachodnimi dostawami broni. Następnie rosyjskie rakiety trafiły we Lwów, Winnicę, Kropywnycki, Chersoń i Odessę, a także obwód zakarpacki, leżący na pograniczu Słowacji, Węgier i Rumunii; zginęły co najmniej 3 osoby, a kilka zostało rannych. Gubernator obwodu donieckiego Pawło Kyrylenko stwierdził, że dziewięć osób zostało zabitych przez rosyjski ostrzał. Kolejne 10 osób zginęło po tym, jak pociski uderzyły w Awdijewkę.

### 4 maja
Ukraina podała, że rosyjskie wojska weszły do kompleksu Azowstal po rozpoczęciu totalnej ofensywy na tym obszarze, jednak Rosja temu zaprzeczyła. W raporcie brytyjskiego Ministerstwa Obrony rozmieszczenie 22 rosyjskich batalionów w rejonie Iziumu oceniono jako zbliżające się do Kramatorska i Siewierodoniecka. W ten sposób Rosjanie zapewniliby sobie kontrolę nad północno-wschodnim Donbasem i uzyskali możliwość okrążenia wojsk ukraińskich. Rosjanie kontynuowali ataki rakietowe na zachodniej Ukrainie w celu zakłócenia dalszych dostaw dla wojsk ukraińskich. Cele cywilne (szkoły, szpitale i dzielnice mieszkalne) również zostały zaatakowane w celu złamania oporu Ukraińców. Natomiast kolejne rosyjskie ataki na Odessę, Chersoń i Mariupol uwypukliły rosyjski zamiar uzyskania pełnej kontroli nad podejściami do Morza Czarnego, aby odciąć ukraińskie szlaki zaopatrzeniowe i wyrządzić trwałe szkody w gospodarce. Z kolei rosyjskie wojsko podało, że użyło pocisków kierowanych wystrzeliwanych z morza i powietrza do niszczenia obiektów energetycznych na pięciu stacjach kolejowych w całej Ukrainie, natomiast artyleria i samoloty atakowały pozycje ukraińskie oraz składy paliwa i amunicji.
Według raportu The New York Times, Stany Zjednoczone pomogły Ukrainie zabić rosyjskich generałów. Strona ukraińska podała, że zabito 12 generałów. Rzecznik Departamentu Obrony John Kirby potwierdził, że USA dostarczały informacji Ukrainie. Według szacunków Centrum Studiów Strategicznych i Międzynarodowych (CSIS), od rozpoczęcia najazdu siły rosyjskie wystrzeliły ponad 1950 pocisków balistycznych i manewrujących przeciwko celom na Ukrainie. Ponadto Ministerstwo Rolnictwa Ukrainy poinformowało, że Rosja wywiozła z okupowanych terytoriów 400 tys. ton zboża, co stanowiło ⅓ zapasów w obwodach chersońskim, zaporoskim, donieckim i ługańskim. Gdyby zapasy zboża były dalej zmniejszane, wystąpiłoby ryzyko głodu.
OSW podało, że Rosjanie kontynuowali ostrzał pozycji ukraińskich, Charkowa i Mikołajowa oraz podejmowali działania zaczepne na różnych odcinkach frontu, lokalnie poprawiając położenie taktyczne, jednak bez sukcesów i ponosząc straty. W ośmiu obwodach doszło do ataków rakietowych, głównie na obiekty systemu zasilania ruchu kolejowego (m.in. zniszczono sześć podstacji trakcyjnych). Zaatakowano również cele w obwodach donieckim, kijowskim, winnickim i odeskim.

### 5 maja
Według rosyjskich wojskowych, w nocy w atakach artyleryjskich zginęło 600 ukraińskich żołnierzy. Zaatakowano również lotnisko Kanatowo w obwodzie kirowohradzkim i zniszczono skład amunicji w Mikołajowie. Ukraińskie władze zgłosiły zniszczenia budynków po rosyjskim ostrzale Kramatorska, Czasiw Jar, Marjinki i Awdijiwki; co najmniej jedna osoba zginęła, a 25 zostało rannych. Ukraiński Sztab Generalny poinformował, że armia rosyjska bezskutecznie próbowała atakować w obwodach charkowskim i donieckim. Rosjanie kontynuowali także ostrzał pociskami w infrastrukturę transportową, aby uniemożliwić dostarczanie pomocy i broni. Z kolei w obwodzie donieckim i ługańskim Ukraińcy odparli 11 ataków sił rosyjskich w ciągu 24h; zniszczono pięć czołgów, siedem BWP i pięć pojazdów kołowych. Według ukraińskiego dowództwa Rosjanie prowadzili ostrzał Charkowa i okolic Iziumu. Artyleria operowała wzdłuż całej linii frontu na kierunku taurydzkim i donieckim. Natomiast w wyniku udanych działań ukraińskich obrońców Rosjanie stracili kontrolę nad kilkoma osadami na pograniczu obwodów mikołajowskiego i chersońskiego. Według SG Ukrainy Rosja straciła od początku inwazji blisko 24,7 tys. żołnierzy, ponad tysiąc czołgów i blisko 200 samolotów. według byłego brytyjskiego ambasadora w Rosji Andrew Wooda szacunkowe straty Rosji po ponad dwóch miesiącach wojny są wyższe niż podczas 10-letniej inwazji Związku Radzieckiego na Afganistan.
Ośrodek Studiów Wschodnich poinformował, że Rosjanie kontynuowali ostrzał pozycji ukraińskich w rejonach walk i na ich zapleczu. Ofiarami zmasowanego uderzenia artylerii rakietowej padły Mikołajów i Kramatorsk. W ataku rakietowym ucierpiała m.in. infrastruktura kolejowa w Czerkasach i Dnieprze, a także obiekty w okolicach Browarów i Kropywnyckiego. Rosjanie przeprowadzili również intensywny ostrzał obwodów czernihowskiego i sumskiego.

### 6 maja

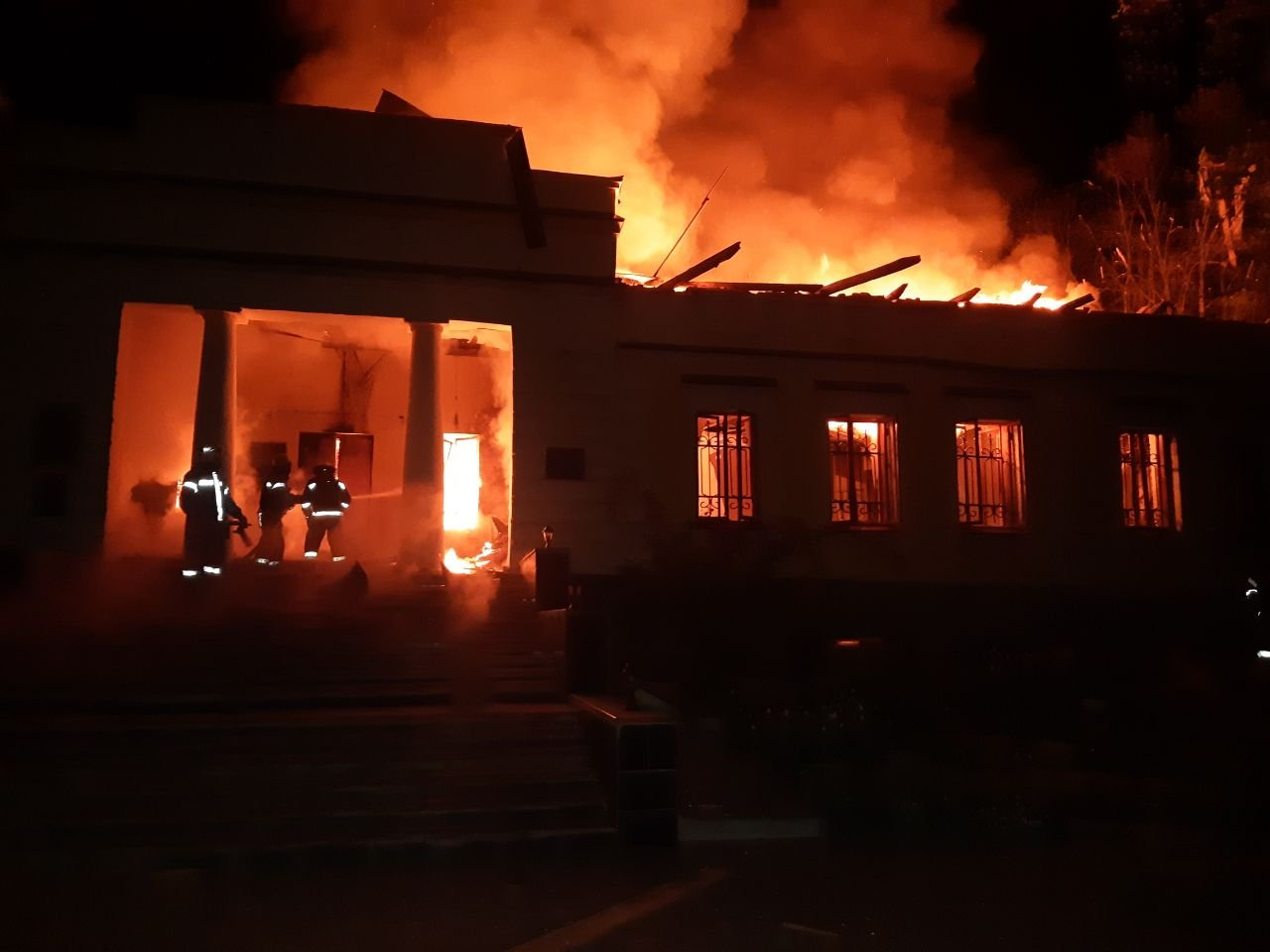
Muzeum Pamięci Literackiej im. Hryhorija Skoworody we wsi Skoworodniwka (obwód charkowski) po rosyjskim ostrzale.

Według SG Ukrainy pięć miejscowości w obwodzie charkowskim zostało wyzwolonych przez siły ukraińskie, a wojsko rosyjskie doznało poważnych strat w ludziach i sprzęcie. Ołeh Synjehubow, gubernator obwodu charkowskiego, poinformował o wielokrotnych ostrzałach obwodu przez siły rosyjskie; jeden z nich spowodował pożar, który prawie zniszczył Muzeum Pamięci Literackiej im. Hryhorija Skoworody. Z kolei brytyjskie Ministerstwo Obrony drugi dzień z rzędu informowało o rosyjskich atakach na Azowstal, co jest to sprzeczne z oficjalnymi rosyjskimi informacjami, zgodnie z którymi huta powinna być tylko otoczona kordonem. Wielka Brytania postrzegała tę operację w kontekście zbliżającego się święta narodowego 9 maja, upamiętniającego zwycięstwo Rosji w II wojnie światowej i pragnienia symbolicznego sukcesu prezydenta Putina na Ukrainie; w związku z tym, zdaniem ministerstwa, wykorzystany zostanie tam personel, materiały i amunicja, co negatywnie wpłynie na inne operacje Rosji w Donbasie.
Według Institute for the Study of War kontrofensywa sił ukraińskich z Charkowa może wypchnąć rosyjskie wojska z okolic miasta lub zmusić je do reorganizacji, co grozi przerwaniem ich linii komunikacyjnych. Taka sytuacja najprawdopodobniej postawi Rosjan przed wyborem: wzmocnić siły w okolicach Charkowa lub ryzykować utratę wszystkich pozycji, z których można ostrzeliwać miasto z artylerii. Z kolei OSW podało, że Głównodowodzący SZ Ukrainy gen. Wałerij Załużny poinformował o przejściu sił ukraińskich do natarcia na kierunkach charkowskim i iziumskim, gdzie trwały zacięte walki. Według meldunków dowództw wojsk lądowych i powietrznych siły rosyjskie straciły w ciągu ostatniej doby jeden samolot, 14 bezzałogowców, 11 czołgów i 14 bojowych wozów opancerzonych. Ponadto Rosjanie kontynuowali wdrażanie na zajętych terytoriach „strefy rublowej”, co miało na celu osłabienie więzi tych terenów z gospodarką Ukrainy i stworzenie powiązań z republikami ludowymi i Rosją.

### 7 maja
Według analizy Institute for the Study of War, ukraińska kontrofensywa na północny wschód od Charkowa poczyniła znaczne postępy. Siły ukraińskie zdobyły kilka osad na północ i wschód od miasta w ciągu ostatnich 24h. Tym samym systematycznie zmniejszali zagrożenie dla drugiego co do wielkości miasta Ukrainy. Natomiast siły rosyjskie zrobiły unik i zniszczyły trzy mosty, aby spowolnić atak Ukraińców. Zniszczenie mostów wskazywało na to, że w przyszłości Rosjanie nie planują w tym miejscu kontrofensywy.
Rosja stwierdziła, że zniszczono duże zapasy sprzętu wojskowego z USA i krajów europejskich w pobliżu stacji kolejowej Bogoduchów w obwodzie charkowskim. Podano również, że w nocy zaatakowano 18 ukraińskich obiektów wojskowych, w tym trzy składy amunicji w Dachnem. Z kolei rosyjski samolot zestrzelił kilka ukraińskich samolotów w pobliżu Wyspy Wężowej, w tym Su-24, Su-27, trzy śmigłowce Mil Mi-8 i dwa drony Bayraktar TB2. Natomiast Ukraina podała, że użyła drona Bayraktar do uderzenia w rosyjski statek desantowy klasy Serna zacumowany na Wyspie Wężowej. Ponadto gubernator obwodu ługańskiego Serhij Haidai poinformował, że Rosja zbombardowała szkołę we wsi Biłohoriwka. Potwierdzono tylko dwa zgony, jednak mogło zginąć nawet 60 osób. Następnie Ukraina podała, że z oblężonej huty Azowstal ewakuowano wszystkie kobiety, dzieci i osoby starsze.

### 8 maja
Ukraiński Sztab Generalny podał, że wojska rosyjskie w Donbasie próbowały posuwać się naprzód w kierunku Słowiańska, Siewierodoniecka, Kurachowe, Nowomychajliwki i Awdijiwki. Toczyły się również walki w północnej części obwodu charkowskiego. Tam jednak wojska rosyjskie przeszły do defensywy. Gubernator obwodu ługańskiego Serhij Haidai poinformował, że wojska rosyjskie zajęły miasteczko Popasna, a wojska ukraińskie wycofały się na pozycje poza miastem. Dodał również, że Popasna została doszczętnie zniszczona w wyniku ostrzału, trwającego dwa miesiące.

### 9 maja
Rosyjskie ataki rakietowe w Odessie uderzyły w centrum handlowe i dwa hotele, powodując wiele ofiar. Po raz pierwszy rosyjskie bombowce Tu-22M użyły pocisków z czasów sowieckich, Ch-22, przeciwko celom w regionie Doniecka. Z kolei prezydent USA Joe Biden podpisał ustawę „Ukraina Democracy Defense Lend-Lease Act” z 2022 roku, która weszła w życie tego samego dnia. Pozwalała na zaopatrzenie Ukrainy w amerykański sprzęt wojskowy w taki sam sposób, jak Wielką Brytanię i innych aliantów podczas II wojny światowej poprzez Lend-Lease Act.
Według Institute for the Study of War 9 maja Rosjanie rozmieścili na Ukrainie 97 batalionowych grup taktycznych. Jednak rosyjskie wojska walczące na Ukrainie wykazywało niskie morale i słabą dyscyplinę, bo ich ofensywa na wielu odcinkach utkwiła w martwym punkcie w związku z oporem stawianym przez Ukraińców, mimo że Kreml twierdził inaczej. Wojska rosyjskie wciąż ponosiły poważne straty. ISW podało również informacje o rosnącym rozprężeniu sił rosyjskich, szczególnie w obwodzie zaporoskiem, gdzie żołnierze rosyjscy nadużywali alkoholu i strzelali do własnych pojazdów, aby uniknąć wyjazdu na front, byli też w słabej formie psychicznej i skarżyli się na nieefektywność operacji. Z kolei OSW podało, że Ukraińcy potwierdzili zajęcie Popasnej przez siły rosyjskie i utracenie możliwości ewakuacji z Ługańszczyzny i dostarczenia tam pomocy humanitarnej ze względu na ostrzał. Siły ukraińskie nadal broniły się w Lisiczańsku, Siewierodoniecku, Rubiżnem i kilku miejscowościach obwodu ługańskiego. Na innych kierunkach sytuacja nie zmieniła się. Ponadto Ukraiński SG wskazał nowy kierunek rosyjskiego uderzenia, na Nowopawliwkę we wschodniej części obwodu dniepropetrowskiego. Rosjanie kontynuowali ostrzał miejscowości w rejonach walk (w tym Charkowa i Mikołajowa), a także rejonów obwodu sumskiego.

### 10 maja
Według źródeł ukraińskich w nocy miasto Odessa zostało zbombardowane rakietami Kindżał. Podano również, że odparto rosyjską próbę przekroczenia rzeki Doniec. Z kolei ISW poinformowało, że ukraińska kontrofensywa na północ od Charkowa nadal skutecznie wypychała wojska rosyjskie w kierunku granicy rosyjsko-ukraińskiej. Siły ukraińskie wyzwoliły kilka miast na północ od Charkowa i zajęły dalsze tereny na północ od niedawno wyzwolonego miasta Staryj Sałtiw. Z kolei Siły rosyjskie zostały przesunięte na północ od obszaru Iziumu, aby spróbować zmniejszyć presję kontrofensywy ukraińskiej i zapobiec dalszym natarciom na północ w kierunku granicy rosyjskiej.
Dyrektor Defense Intelligence Agency, Scott Berrier, stwierdził, że obie strony znalazły się „w pewnym momencie impasu”, przy czym żadna ze stron nie dokonała postępów na południu i wschodzie Ukrainy. OSW podał, że Rosjanie podjęli próbę całkowitego odcięcia ukraińskiego zgrupowania w rejonie Siewierodoniecka od reszty sił. Po zorganizowaniu kolejnej przeprawy przez Doniec uderzyli wzdłuż granicy obwodów ługańskiego i donieckiego na wysokości miejscowości Biłohoriwka i Szypyliwka w kierunku południowym. Po początkowym sukcesie sił rosyjskich atak został odparty, zniszczono przeprawy i przystąpiono do likwidacji przyczółku. Trwały także starcia o miejscowości pozostające w rękach ukraińskich. Na pozostałych kierunkach toczyły się walki, lecz bez rozstrzygnięć. Rosjanie skupiali się na niszczeniu pozycji ukraińskich artylerią i lotnictwem. W ciągu 24h od ostrzału ucierpiał Mikołajów, Orichiw i Hulajpołe oraz okolice Zełenodolśka. Ponadto trzykrotnie rakiety spadły na Odessę i miejscowości w obwodzie odeskim. W ostrzeliwanych zakładach Azowstal wciąż pozostawało ponad 100 cywilów, lecz ich ewakuacja była niemożliwa. Rosjanie odmawiali utworzenia kolejnego korytarza humanitarnego, licząc na bezwarunkową kapitulację obrońców.

### 11 maja
ISW podało, że siły rosyjskie nie dokonały żadnych znaczących postępów na Ukrainie, podczas gdy siły ukraińskie nadal zajmowały tereny na północny wschód od Charkowa. Ukraińska kontrofensywa na północ od Charkowa zepchnęła Rosjan do defensywy i wymusiła operacje wzmacniające i zaopatrzeniowe, aby zapobiec dalszym postępom Ukrainy w kierunku granicy z Rosją. Rosyjskie wysiłki na froncie południowym oraz w obwodach donieckim i ługańskim również utknęły w martwym punkcie, gdzie siły rosyjskie poczyniły niewielkie postępy w obliczu skutecznej obrony Ukrainy. Z kolei brytyjskie Ministerstwo Obrony poinformowało o intensyfikacji walk wokół Wyspy Wężowej i tamtejszego obszaru morskiego. Rosja starała się wzmocnić na niej swoją pozycję, aby zdominować północno-zachodnie Morze Czarne za pomocą pocisków przeciwlotniczych i manewrujących. Ukraina z powodzeniem zaatakowała rosyjską obronę powietrzną. Ponadto Ukraińcy podali, że podczas próby przeprawy przez rzekę Doniec (ok. 25 km od Łymanu) po raz drugi w ciągu 24h, dwa rosyjskie bataliony, w tym 74. Brygada Strzelców Zmotoryzowanych, poniosły ciężkie straty w wyniku ostrzału z artylerii i rakiet. Rosjanie stracili prawie batalion żołnierzy, w tym ok. 50-60 pojazdów.
Kirill Stremousov, zastępca szefa administracji Chersonia, stwierdził, że pojawiła się prośba o uczynienie regionu chersońskiego pełnoprawnym składnikiem Federacji Rosyjskiej. OSW, powołując się na SG Ukrainy, poinformowało, że siły ukraińskie odzyskały kontroli nad czterema miejscowościami w okolicach Charkowa. Sama sytuacja militarna nie zmieniła się. Rosjanie nadal bezskutecznie atakowali pozycje Ukraińców, ponosząc przy tym znaczące straty. We wszystkich kontrolowanych przez stronę ukraińską miejscowościach w rejonie Siewierodoniecka zostały odcięte woda, prąd, gaz i łączność komórkowa. Ponadto Rosjanie kontynuowali ostrzał i bombardowania pozycji obrońców na całej linii styczności wojsk oraz miejscowości stanowiących ich zaplecze, w tym Słowiańsk, Mikołajów, miejscowości na południe od Krzywego Rogu i Zaporoża. Ostrzelano również przygraniczne rejony obwodów czernihowskiego i sumskiego.

### 12 maja
Według rzecznika ukraińskiego SG pomimo zniszczenia mostów pontonowych na rzece Doniec i porażki taktycznej grupy batalionowej, wróg zdołał przedostać się przez rzekę: „Sytuacja znacznie się pogorszyła”. Szlak zaopatrzeniowy z Bachmutu do Lisiczańska i Siewierodoniecka był poważnie zagrożony wraz z rosyjskimi natarciami z podbitej Popasny. Według strony ukraińskiej Rosjanie zintensyfikowali ataki na wschodzie kraju i zdobyli niektóre obszary Donbasu. Rosyjskie ataki w Donbasie były wymierzone w miasta Siewierodonieck, Łyman, Bachmut, Awdijewkę i Kurachowe, a także Rubiżne, które było już w dużej mierze zajęte przez siły rosyjskie. Donoszono także o walkach artyleryjskich na południu Ukrainy, zarówno w rejonie Zaporoża, jak i w kierunku Mikołajowa i Krzywego Rogu. Z kolei rosyjskie Ministerstwo Obrony podało, że zabito ponad 320 ukraińskich żołnierzy i unieruchomiono 72 pojazdy wojskowe. Ostrzelano 400 grup żołnierzy i konwojów wojskowych, 12 stanowisk dowodzenia i 26 stanowisk artylerii wroga. Zniszczono m.in. system rakiet przeciwlotniczych S-300 w obwodzie charkowskim, stację radarowa pod Odessą i dwa składy amunicji w obwodzie czernihowskim. Następnie poinformowano, że siły rosyjskie zajęły miasto Rubiżne. Z kolei ukraińscy urzędnicy twierdzili, że został uszkodzony rosyjski statek wsparcia logistycznego Wsiewołod Bobrow. Później donoszono, że statek doznał poważnych uszkodzeń w wyniku pożaru w nocy z 11 na 12 maja.
Według byłego doradcy kanclerz Angeli Merkel, generała brygady. D. Erich Vada, wyzwolenie Donbasu spod sił rosyjskich było wówczas niemożliwe. Na froncie o szerokości około 500 km znajdowało się ok. 100 tys. rosyjskich żołnierzy, którzy mieli „wojskową dominację na ziemi i w powietrzu”. OSW podało, że w ciągu ostatnich 24h Rosjanie odnotowali częściowy sukces w rejonie Siewierodoniecka, m.in. docierając do granic miasta. Walki trwały na całej linii styczności wojsk. Na pozostałych kierunkach siły rosyjskie przeszli do obrony i ograniczyli się do ostrzału pozycji ukraińskich, głównie w rejonie Komyszuwacha–Orichiw na kierunku Zaporoża oraz Zełenodolśk–Wełyka Kostromka na kierunku Krzywego Rogu. Ukraińcy zajęli Pytomnyk na północnych obrzeżach Charkowa, z którego okolicy Rosjanie stopniowo się wycofywali. Rosyjskie lotnictwo przeprowadziło ataki na cele w rejonie Odessy, Karliwki, w Zaporożu, a także na Nowogród Siewierski. Według SG Ukrainy celem maksimum rosyjskich działań wojskowych jest przejęcie kontroli nad terytoriami obwodów odeskiego, mikołajowskiego i częściowo zaporoskiego, utworzenie korytarza lądowego do Naddniestrza i zajęcie centralnej części kraju.

### 13 maja
Sztab Generalny SZ Ukrainy poinformował, że siły rosyjskie wycofywały się spod Charkowa i usiłowały uniemożliwić wojskom ukraińskim przedostanie się na swe tyły w okolicach Iziumu. Natomiast trzy zniszczone mosty w obwodzie charkowskim mogły utrudnić ofensywę sił ukraińskich. Na kierunku donieckim i taurydzkim siły rosyjskie nadal ostrzeliwały pozycje ukraińskie, usiłując przejąć kontrole m.in. nad Marjinką i Nowomychajliwką.
Według brytyjskiego Ministerstwa Obrony Rosja zintensyfikowała działania w rejonie Iziumu i Siewierodoniecka w celu osiągnięcia przełomu w kierunku Słowiańska i Kramatorska. Podejrzewano, że zamiarem Rosjan było okrążenie sił ukraińskich w tym rejonie i odcięcie ich od wsparcia na zachodzie kraju. Jednak mimo koncentracji sił w tym rejonie siły rosyjskie nie poczyniły znaczących postępów po wycofaniu i przerzuceniu jednostek z obwodów kijowskiego i czernihowskiego. Przeanalizowano również nieudaną przeprawę przez rzekę Doniec w dniu 11/12 maja, z rozbiciem batalionowej grupy taktycznej i zniszczeniem sprzętu mostowego. Przeprawa przez rzekę na spornym obszarze była manewrem wysoce ryzykownym i przemawiała za presją, pod jaką stoją rosyjscy dowódcy, aby poczynić postępy w operacjach na wschodniej Ukrainie. Z kolei w analizie ISW zakwestionowało długofalowy sukces rosyjskich operacji w bitwach o Siewierodonieck i Lisiczańsk: tereny te były głównie miejskie, co stanowiło decydującą przewagę ukraińskich sił zbrojnych. ISW powoływała się także na coraz częstsze doniesienia o demoralizacji i niesubordynacji wśród wojsk rosyjskich na wschodniej Ukrainy. Ponadto ukraińska kontrofensywa wokół Charkowa zmusiła także dowództwo wojsk rosyjskich do podjęcia walk obronnych.
Ośrodek Studiów Wschodnich podał, że na całej linii styczności wojsk w Donbasie trwały walki. Rosyjskie próby przełamania pozycji ukraińskich nie przyniosły znaczących sukcesów, a atakujący ponosili duże straty. Pojawiały się również sprzeczne doniesienia o walkach w obwodzie charkowskim i zaporoskim; wg lokalnej administracji i Dowództw Operacyjnych dochodzi do starć i ataków na pozycje ukraińskie, z kolei zdaniem SG Rosjanie nie podejmowali aktywnych działań. Artyleria i lotnictwo rosyjskie kontynuowały uderzenia na pozycje ukraińskie oraz obiekty cywilne na wszystkich kierunkach. Kolejną dobę ostrzeliwano pogranicze obwodów czernihowskiego i sumskiego, a do sąsiadującego z nimi obwodu briańskiego przemieszczono dodatkowe pododdziały artylerii. Ponadto 8–12 rakiet uderzyło w cele w obwodzie połtawskim.

### 14 maja
Gubernator obwodu charkowskiego Ołeh Syniehubow podał, że wojska ukraińskie przeszły do kontrataku na kierunku iziumskim, a na niektórych kierunkach Rosjanie zaczęli się cofać. Natomiast mer Charkowa poinformował, że miasto nie było ostrzeliwane od pięciu dni, a siły rosyjskie wycofywały się z przedmieść i oddaliły w stronę granicy z Rosją.
Według ISW rosyjskie dowództwo wojskowe prawdopodobnie zadecydowało całkowicie wycofać się ze swoich pozycji wokół Charkowa ze względu na ogólny rozwój sytuacji. Z nielicznymi wyjątkami Rosjanie do tej pory nie próbowali bronić się przed siłami ukraińskimi. Wojska rosyjskie kontynuowały wysiłki, aby posuwać się naprzód wzdłuż obrzeży miasta Izium-Donieck, lecz poczyniły niewielkie postępy. Głównymi wysiłkami Rosji były próby okrążenia Siewierodoniecka i Lisiczańska od północy i południa. Jednak wojska rosyjskie atakujące z Popasny na północy nie poczyniły znaczącego postępu w ciągu ostatniej doby. W związku ze stratami nad rzeką Doniec Rosjanie mogą nie mieć wystarczającej ilości siły bojowej, aby zrównoważyć straty i kontynuować ofensywę na wystarczająco dużą skalę, aby zakończyć okrążenie, chociaż prawdopodobnie nadal będą próbować to zrobić. Z kolei później ISW dodał, że siły rosyjskie przeprowadziły ataki lądowe, powietrzne i artyleryjskie na hutę Azowstal, ale siły ukraińskie nadal utrzymywały swoje pozycje obronne. Rosyjskie władze okupacyjne w dalszym ciągu zacieśniały kontrolę nad resztą Mariupola i dostarczyły ograniczone ilości żywności pozostałym 150 tys. mieszkańców. Siły rosyjskie kontynuowały wycofywanie się z regionu na północ od Charkowa, prawdopodobnie po to, aby skoncentrować się na obronie szlaków dostaw przez Wołczańsk do Izium. Ponadto wzdłuż południowej osi Odessy siły rosyjskie nie prowadziły żadnych natarć, lecz prowadziły ostrzał na pozycje ukraińskie w całym regionie.

### 15 maja
Ukraina stwierdziła, że rozpoczęto kontratak przeciwko siłom rosyjskim w pobliżu miasta Izium. Następnie Ukraina podała, że jej siły zniszczyły 11 rosyjskich celów powietrznych, w tym dwa pociski manewrujące, siedem bezzałogowców Orłan-10, jeden śmigłowiec Ka-52 i jeden śmigłowiec Mi-28.
Zastępca Sekretarza Generalnego NATO Mircea Geoană powiedział, że rosyjska inwazja „straciła impet” i że „Ukraina może wygrać tę wojnę”. Brytyjskie Ministerstwa Obrony stwierdziło, że do połowy maja Rosja prawdopodobnie straciła ⅓ wojsk lądowych rozmieszczonych od lutego na Ukrainie. Straty te zostały spotęgowane przez utratę podstawowych sił wsparcia, takich jak inżynierowie mostowi i siły rozpoznawcze z dronami obserwacyjnymi i rozpoznawczymi. Rosyjski sprzęt mostowy nie był łatwo dostępny przez cały konflikt, więc manewry ofensywne zostały spowolnione i ograniczone. Rosyjskie bezzałogowce miały kluczowe znaczenie dla orientacji sytuacyjnej i kierowania artylerią. Siły rosyjskie były coraz bardziej ograniczane przez spadający impet ataku, przy utrzymującym się niskim morale i zmniejszonej skuteczności na polu bitwy. Wobec aktualnych warunków było mało prawdopodobne, aby Rosja mogła znacząco przyspieszyć tempo postępu w ciągu najbliższych 30 dni. Z kolei ISW podało, że rosyjskim siłom zbrojnym prawdopodobnie zabrakło rezerwistów gotowych do walki. Rosyjskie dowództwo wojskowe było zmuszone łączyć żołnierzy z wielu różnych jednostek, w tym prywatnych firm wojskowych i milicji z regionów separatystycznych, w rzekomo regularne jednostki armii i piechoty morskiej. W związku z tym, z powodu znacznych strat personelu, prywatne rosyjskie firmy wojskowe utworzyły połączone jednostki z formacjami powietrznodesantowymi. ISW oceniło mieszanie elitarnych jednostek powietrznodesantowych z najemnikami jako szokujące i wskazywało, że Rosja wyczerpała dostępne rezerwy personelu gotowego do walki. M.in. rosyjska 810 Samodzielna Gwardyjska Brygada Piechoty Morskiej miała przyjąć personel z innych jednostek Floty Czarnomorskiej, w tym członków załogi okrętów, których wartość bojowa została przez ISW oceniona jako niska. Jednakże siły rosyjskie wzmacniały okupowane osiedla na południu Ukrainy, co sugeruje, że podejmowano próby ustanowienia stałej kontroli nad regionem. Źródła ukraińskie donosiły, że Rosjanie rozpoczęli tworzenie okopów i budowę betonowych umocnień na bliżej nieokreślonych obszarach obwodów mikołajowskiego i chersońskiego, w pobliżu Melitopola oraz w zachodnim obwodzie zaporoskim.

### 16 maja
Według ukraińskiego rządu siły zbrojne zaatakowały rosyjskie jednostki na wschodzie. Dzięki temu Ukraińcy zaatakować wojska rosyjskie od tyłu. W okolicach Charkowa batalion ukraiński dotarł do granicy z Rosją, a żołnierze świętowali swój sukces nagraniem wideo do prezydenta Zełenskiego. Następnie gubernator obwodu ługańskiego Serhij Hajdaj poinformował, że co najmniej 10 osób zostało zabitych przez rosyjski ostrzał wschodnioukraińskiego miasta Siewierodonieck. Z kolei siły ukraińskie poddały się wojskom rosyjskim i DRL, po czym zostały ewakuowane z zakładu Azowstal, co oznaczało prawdopodobny koniec oblężenia Mariupola. Wiceminister obrony Hanna Malar stwierdziła: „Dzięki obrońcom Mariupola Ukraina zyskała niezwykle ważny czas na stworzenie rezerw, przegrupowanie sił oraz otrzymanie pomocy od partnerów. I spełnili wszystkie swoje zadania. Mimo tego nie da się odblokować Azowstalu środkami wojskowymi”. 211 żołnierzy ewakuowano korytarzem humanitarnym do Oleniwki, miasta w DRL. Kolejnych 260 żołnierzy, w tym 53 ciężko rannych, przewieziono do szpitala w Nowoazowsku w DRL. Ukraiński Sztab Generalny ogłosił, że planowana jest wymiana więźniów.
Brytyjskie Ministerstwo Obrony poinformowało, że po ćwiczeniach na początku miesiąca Białoruś ogłosiła rozmieszczenie sił specjalnych wzdłuż granicy z Ukrainą, a także jednostek obrony przeciwlotniczej, artylerii i rakiet na poligonach na zachodzie kraju. Obecność sił białoruskich w pobliżu granicy prawdopodobnie związałaby wojska ukraińskie na północy, uniemożliwiając ich przemieszczenie w celu wsparcia operacji w Donbasie. Prezydent Alaksandr Łukaszenka prawdopodobnie rozważył rosyjskie życzenie wsparcia inwazji bezpośrednim zaangażowaniem wojskowym z ryzykiem dalszych sankcji Zachodu, ukraińskiego odwetu i możliwych poważnych problemów w białoruskim wojsku.
OSW podało, że w okolicach Charkowa wojska ukraińskie kontynuowały posuwanie się w kierunku granicy z Rosją. Według SG Ukrainy Rosjanie próbowali temu przeciwdziałać i utrzymać się na zajętych pozycjach. Z kolei lokalne źródła podawały, że pomiędzy Charkowem a granicą nie toczyły się żadne walki, a wojska rosyjskie ograniczały się jedynie do ostrzału okolicznych miejscowości. Na całej linii frontu na południu obwodu charkowskiego, w Donbasie i obwodzie zaporoskim trwały walki, a pozycje ukraińskie znajdowały się pod ciągłym ostrzałem artylerii. Podejmowane przez Rosjan kolejne próby przełamania linii obrony w większości kończyły się niepowodzeniem. Mimo strat siły rosyjskie kontynuowały próby przełamania pozycji ukraińskich na południowym brzegu rzeki Doniec na styku obwodów ługańskiego i donieckiego. Rosjanie nadal ostrzeliwali pozycje ukraińskie na styku obwodu chersońskiego z obwodami mikołajowskim i dniepropetrowskim, a także w przygranicznych rejonach obwodów czernihowskiego i sumskiego. Z kolei Ukraińcy w obwodzie mikołajowskim ostrzeliwali pozycje rosyjskie w okolicach Chersonia. Doszło także do rosyjskich uderzeń rakietowych na obiekty wojskowe w rejonie Jaworowa oraz w obwodach odeskim i połtawskim.

### 17 maja

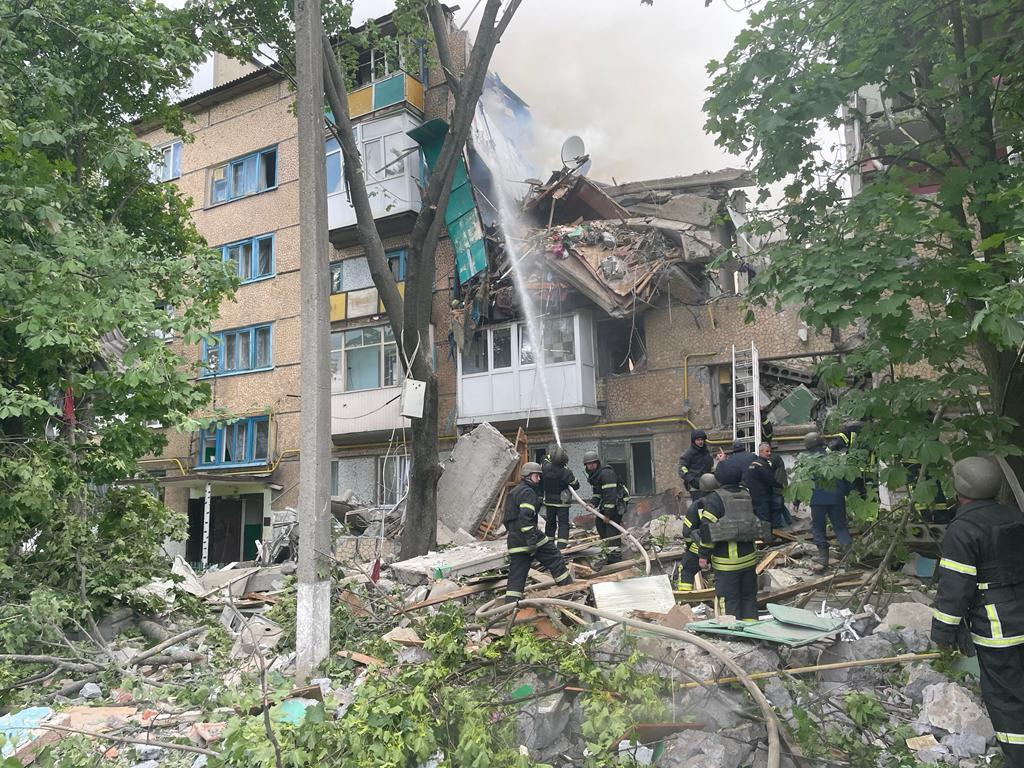
5-piętrowy budynek w mieście Bachmut po uderzeniu rosyjskiej rakiety; 5 osób zginęło, a 4 zostało ranne.

Według źródeł ukraińskich, obszar wokół Lwowa na zachodniej Ukrainie ponownie stał się celem ataków. Rosja oświadczyła, że zniszczono tam dostawy broni dla Ukrainy, pochodzące z USA i Europy. Następnie według władz co najmniej 19 cywilów zostało zabitych w spornych wschodnioukraińskich regionach Doniecka i Ługańska. Z kolei ukraińscy wojskowi podali, że wojska rosyjskie wycofały się pod miasto Siewierodonieck na wschodzie kraju; gubernator obwodu ługańskiego Serhij Hajdaj poinformował o ciężkich walkach w okolicach miasta. Na przedmieściach miast Hirśke i Zołote kilka domów zostało zniszczonych przez pociski artyleryjskie. Także tam Rosjanie zostali zmuszeni do wycofania się.
Według analizy brytyjskiego Ministerstwa Obrony, ok. 3500 budynków zostało zniszczonych i uszkodzonych w regionie Czernihowa podczas rosyjskiego marszu w kierunku stolicy Ukrainy. 80% szkód wyrządzono budynkom mieszkalnym. Skala tych zniszczeń pokazała gotowość Rosji do użycia artylerii przeciwko obszarom mieszkalnym. Rosja prawdopodobnie w coraz większym stopniu polegała na ostrzale artyleryjskim, mając ograniczone możliwości wykrywania celów i siły powietrzne niechętne do ryzykowania lotów poza własną linią frontu. Brytyjskie Ministerstwo Obrony spodziewało się, że podobna taktyka przywróci tempo ataków w Donbasie w ciągu najbliższych tygodni.
Z kolei OSW poinformowało, że Rosjanie poczynili nieznaczne postępy na pograniczu obwodów charkowskiego, donieckiego i ługańskiego, gdzie jednostki ukraińskie zostały odepchnięte na zachód od Popasnej oraz były spychane do Łymanu i Siewierodoniecka. Doszło do walk w Ternowej na południowych obrzeżach Charkowa. W większości przypadków próby przełamania obrony ukraińskiej w Donbasie kolejny dzień kończyły się niepowodzeniem i stratami. Na pozostałych kierunkach siły rosyjskie ograniczyły się do ostrzałów; wzrosła intensywność ataków na przygraniczne rejony obwodów czernihowskiego i sumskiego. Ponadto Rosjanie kolejną dobę prowadzili ataki rakietowe na obiekty wojskowe i kolejowe w okolicach Jaworowa w obwodzie lwowskim. Zaatakowano również wojskowe centrum szkoleniowe „Desna” w obwodzie czernihowskim.

### 18 maja

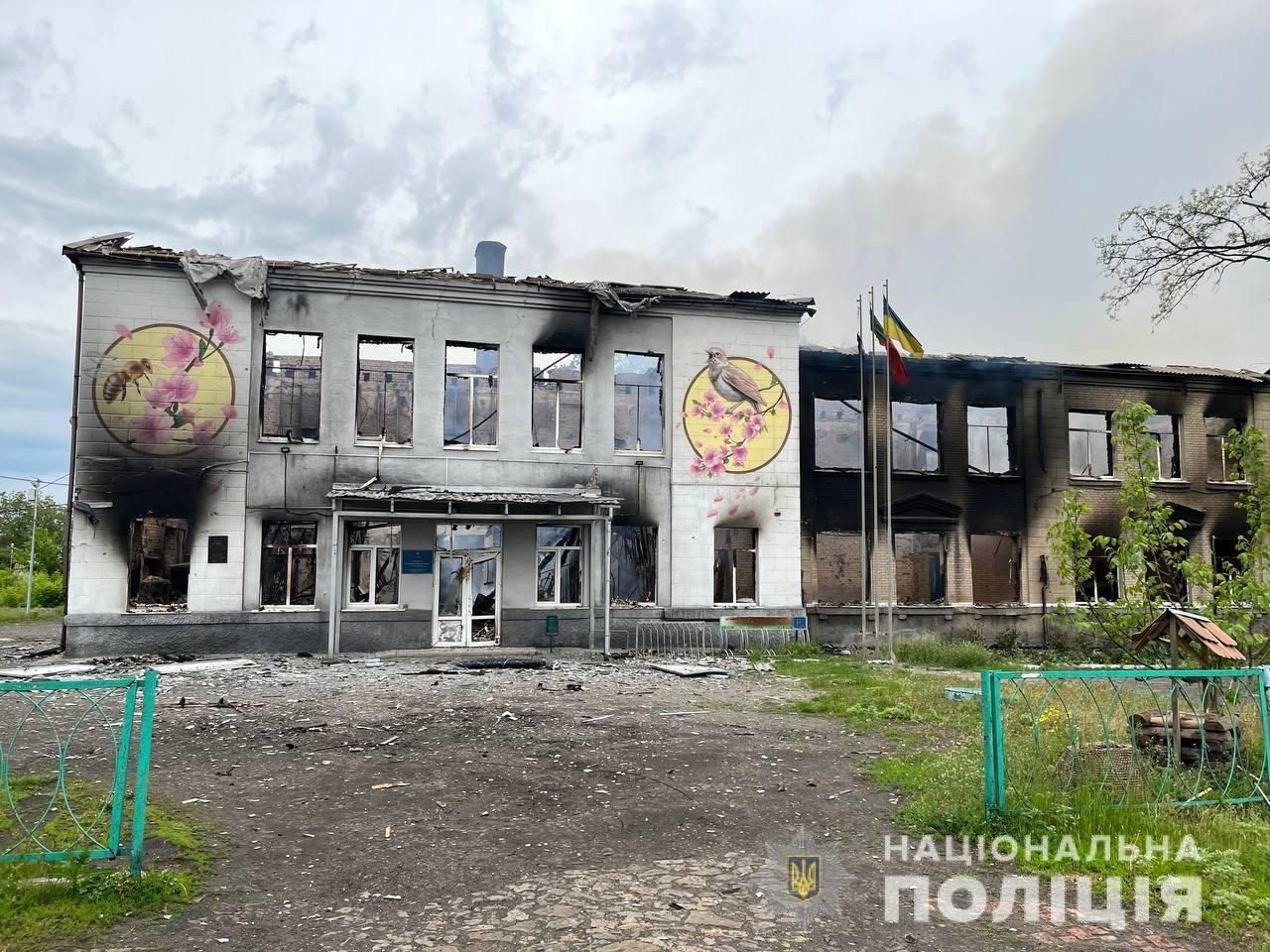
Szkoła nr. 1 w mieście Awdijiwka po rosyjskim ostrzale amunicją fosforową.

Według SG Ukrainy Rosjanie przygotowywali się do ofensywy na Połohy i Orichiw w obwodzie zaporoskim. W tym celu wzmacniali zgrupowanie w tym regionie. Na linii frontu w obwodach mikołajowskim i chersońskim trwały walki. Rosjanie, nie mogąc postępować naprzód, starali się umocnić pozycje i ostrzeliwali jednostki ukraińskie z artylerii i moździerzy. Pod Charkowem siły rosyjskie koncentrowały się na utrzymaniu swoich pozycji i prowadziły ostrzał miejscowości Cyrkuny, Ruskie Tyszki, Czerkaskie Tyszki i Pytomnyk. W Donbasie Rosjanie prowadzili działania ofensywne w rejonie Łymanu, Siewierodoniecka, Bachmutu, Awdijiwki i Kurachowego. Z kolei wojska ukraińskie przeprowadziły 110 ataków na rosyjskie pozycje, niszcząc m.in. trzy czołgi, 10 pojazdów opancerzonych i 12 samochodów.
Siły rosyjskie przejęły pełną kontrolę nad Mariupolem. Według rosyjskich źródeł poddali się kolejni ukraińscy żołnierze z Azowstalu. W ciągu ostatnich 24h było ich 694, o czym poinformowała rosyjska agencja informacyjna RIA, powołując się na Ministerstwo Obrony w Moskwie. Z kolei dowódcy jednostek armii ukraińskiej nadal przebywali w kompleksie przemysłowym. Na zachodniej Ukrainie, przy granicy z Polską, mer Lwowa Andrij Sadowy skarżył się na ciągły ostrzał rosyjskich rakiet. W rejonie Jaworowa pod Lwowem cześć infrastruktury kolejowej, zaledwie kilka km od granicy z Polską, została uszkodzona przez odłamki rakiet. Następnie administracja regionalna w Melitopolu podała, że rosyjski pociąg pancerny przewożący wojska i amunicję przewrócił się w regionie, powodując detonację amunicji.
Minister obrony Ukrainy Ołeksij Reznikow stwierdził na konferencji z ministrami obrony UE i NATO, że siły rosyjskie umacniały swoje pozycje na południu i wschodzie kraju. Wojska rosyjskie wzmacniały swoje linie frontu na zajętych przez siebie terenach w Zaporożu i Chersoniu, aby „w razie potrzeby przestawić się na obronę”. Celem Rosji nadal było „stworzenie korytarza lądowego między Rosją a Krymem” i zajęcie „całego południa Ukrainy”. OSW podało, że Rosjanie kolejną dobę nacierali na pozycje ukraińskie w Donbasie, który był główną areną walk. Poza nim do starć dochodziło na północ od miasta Barwinkowe. Trwały potyczki na granicy ukraińsko-rosyjskiej w obwodzie sumskim. Na wszystkich kierunkach oraz w granicznych rejonach obwodów czernihowskiego i sumskiego siły rosyjskie kontynuowały ostrzał pozycji ukraińskich. Głównym celem ukraińskiej artylerii były pozycje rosyjskie na pograniczu obwodów chersońskiego i mikołajowskiego. Z kolei minister obrony Ołeksij Reznikow poinformował, że Rosjanie przygotowywali się do długotrwałej operacji wojskowej. Według niego od początku inwazji wzięło w niej udział 167 tys. rosyjskich żołnierzy, a w działaniach bojowych uczestniczyło 91 batalionowych grup taktycznych.

### 19 maja
Co najmniej 12 osób zginęło w rosyjskim ostrzale na Siewierodonieck. Ponad 40 osób zostało rannych. Tymczasem armia ukraińska poinformowała, że „okupanci zaatakowali 43 osiedla w obwodzie donieckim i ługańskim”, w wyniku czego zginęło co najmniej 15 cywilów. Z kolei rosyjskie Ministerstwo Obrony podało, że od 16 maja ok. 1730 osób, walczących w Azowstalu, zostało wziętych do niewoli przez Rosjan. W ciągu ostatniej doby wojska rosyjskie operujące na terytorium obwodów donieckiego i ługańskiego przypuściły 14 ataków, które zostały odparte. W trakcie walk zniszczono 8 czołgów, 14 BWP i 6 pojazdów kołowych. ISW podało, że wojska rosyjskie zostały przeniesione z rejonu Charkowa do zachodniego obwodu donieckiego, aby zrekompensować tamtejsze straty. Rosyjskie siły zbrojne nadal miały problemy z powodu niedoboru sił rezerwowych, co skłoniło rosyjskie dowództwo do konsolidacji wysłużonych batalionowych grup taktycznych. Źródła amerykańskie poinformowały, że Rosjanie mieli 106 grup batalionowych rozmieszczonych na Ukrainie, jednak część z nich musiała zostać rozwiązana lub połączona z innymi w celu zrównoważenia strat.
Według brytyjskiego Ministerstwa Obrony kilku rosyjskich dowódców zostało zwolnionych z dowództwa z powodu słabych wyników podczas początkowych operacji na Ukrainie, m.in. generał porucznik Siergiej Kisiel, dowódca 1. Armii Pancernej Gwardii, został zwolniony za niepowodzenie w zdobyciu Charkowa czy wiceadmirał Igor Osipow, dowódca Floty Czarnomorskiej, musiał opuścić stanowisko po zatopieniu krążownika Moskwa. Natomiast OSW poinformowało, że siły rosyjskie atakowały pozycje ukraińskie w Donbasie. Walki toczyły się na całej linii styczności wojsk, lecz w ciągu 24h Rosjanie nie osiągnęli większych postępów. Do starć dochodziło na południowych obrzeżach Charkowa. Ukraińcy zajęli miejscowość Dementijiwkę, położoną blisko granicy z Rosją. Rosjanie prowadzili ostrzał pozycji obrońców na całej linii frontu i ich zaplecza, także w obwodzie zaporoskim, na obszarach obwodów dniepropetrowskiego i mikołajowskiego oraz rejonach obwodów czernihowskiego i sumskiego. Władze w Kijowie przedłużyły obowiązywanie stanu wojennego i powszechnej mobilizacji do końca sierpnia. Według informacji lokalnych władz ukraińskich w okupowanym Melitopolu odnotowano aktywność grup dywersyjnych atakujących siły rosyjskie. W ciągu dwóch dni doszło m.in. do ataku na rosyjski pociąg pancerny i dokonano napaści na siedzibę komendantury wojskowej. Administracja wojskowa obwodu zaporoskiego podała, że Rosjanie stracili w Melitopolu ok. 70 żołnierzy podczas walk z partyzantami.

### 20 maja

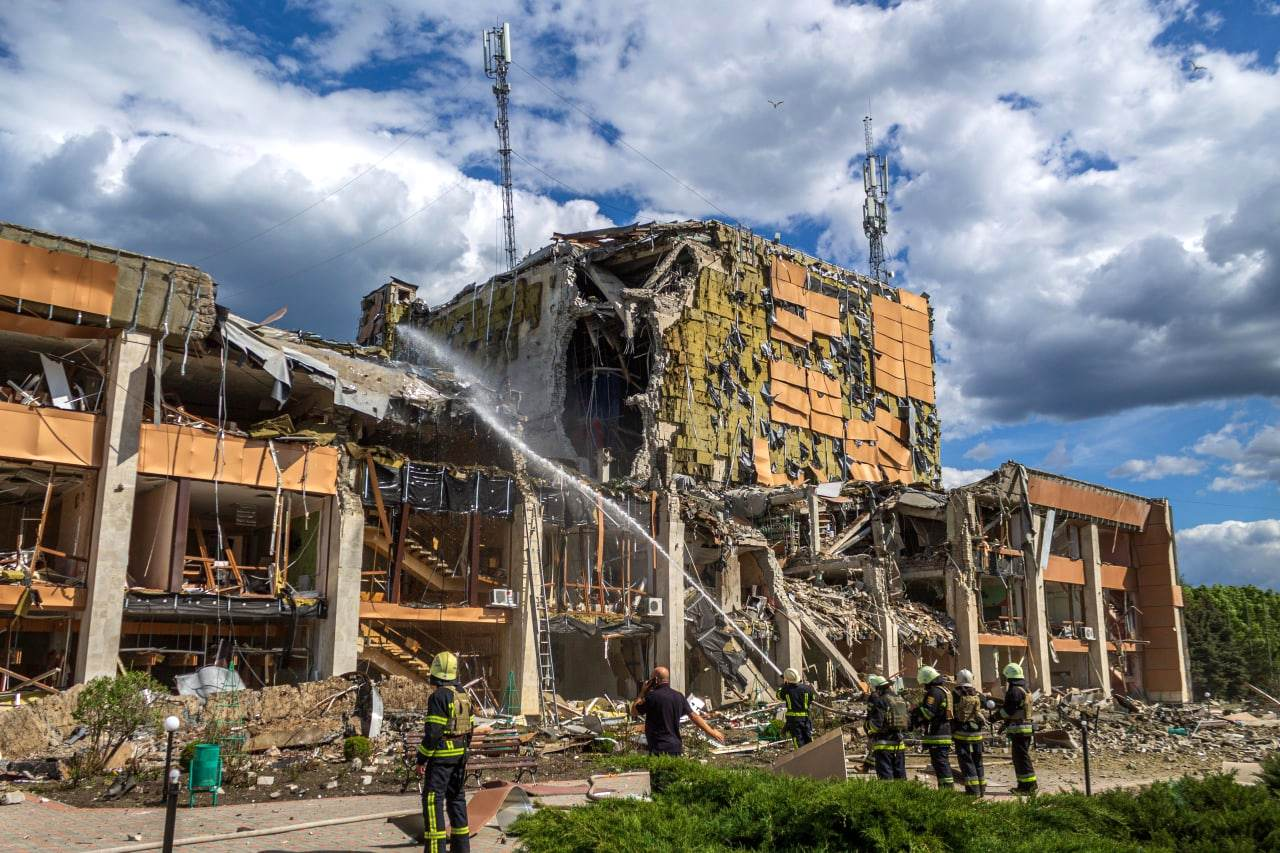
Dom kultury w Łozowej pa ataku rosyjskim.

Na wschodniej Ukrainie trwały ciężkie walki w Donbasie. Według SG Ukrainy „wróg prowadził ofensywę w rejonie Lisiczańsk-Siewierodonieck”. Wojskom ukraińskim udało się odeprzeć atak na Siewierodoneck, a na przedmieściach Toszkiwki trwały walki. Gubernator Serhij Haidai podał, że w atakach w Siewierodoniecku zginęło 12 osób, a w całym regionie zniszczono ponad 60 domów. Kilka km na południe, na granicy między Ługańskiem a Donieckiem, toczyły się walki wokół miejscowości Wyskrywa i Ołeksandropilla, ok. 10 km na wschód od małego miasteczka Bachmut, które było uważane za kolejny strategiczny cel Rosjan. Rosyjska ofensywa w tym miejscu zakończyła się równie małym sukcesem, jak próby szturmu w Awdijiwce i Kurachowym. Odparto 14 rosyjskich ataków w obwodach donieckim i ługańskim. W obwodzie charkowskim, gdzie w ostatnich tygodniach Ukraińcy rozpoczęli kontrofensywę, nie ogłoszono żadnych dalszych zdobyczy terytorialnych. Rosjanie skoncentrowali się tam na obronie linii frontu. Wokół miejscowości Ternowa i Wesele toczyły się walki. Z kolei podpułkownik Denys Prokopenko, który został uwięziony w Azowstalu, oświadczył, że otrzymał od „wyższego dowództwa wojskowego” rozkaz poddania się wraz z pozostałymi żołnierzami. Według rosyjskich doniesień około południa wszyscy walczący w oblężonych zakładach Azowstal poddali się. Według Ministerstwa Obrony strefa przemysłowa jest całkowicie pod kontrolą Rosji. W sumie od 16 maja do niewoli trafiło 2439 żołnierzy ukraińskich.
Według OSW siły rosyjskie na zachód od Popasnej przekroczyły granicę obwodu donieckiego i zostały powstrzymane przez kilka km od drogi z Lisiczańska do Bachmutu. Droga była ostatnim kontrolowanym przez Ukraińców połączeniem drogowym rejonu Siewierodoniecka z nieokupowaną częścią Donbasu i od wielu dni pozostawało pod ostrzałem. Według władz 60-tysięczne Rubiżne zostało całkowicie zniszczone, a oba główne miasta rejonu, tj. Siewierodonieck i Lisiczańsk oraz inne miejscowości pod kontrolą Ukraińców, były po ciągłym ostrzałem. Rosjanie kontynuowali działania na rzecz odcięcia rejonu Siewierodoniecka od obwodu charkowskiego. W związku z tym atakowali miejscowości na południowy wschód od Łymanu. W pozostałej części obwodu donieckiego i na południu obwodu charkowskiego nie nastąpiły zmiany, a siły ukraińskie powstrzymywały natarcia na całej linii frontu. Rosjanie atakowali pozycje ukraińskie w okolicach Charkowa, w obwodzie zaporoskim oraz na łączeniu obwodu chersońskiego z obwodami mikołajowskim i dniepropetrowskim, lecz ograniczali się do ostrzałów i bombardowań. Trwał również ostrzał przygranicznych rejonów obwodów czernihowskiego i sumskiego oraz po raz pierwszy od wycofania wojsk z północy Ukrainy celem ataku był także obwód żytomierski.

### 21 maja
Po całkowitym zdobyciu miasta Mariupol i huty Azowstal Ukraina obawiała się dalszego natarcia wojsk rosyjskich. Gubernator obwodu ługańskiego Serhij Haidaj poinformował o ciężkich walkach w Donbasie, m.in. miasto Siewierodonieck było pod ciągłym ostrzałem, w wyniku czego odnotowano ofiary śmiertelne i rannych. Według Rosji zniszczono duży ładunek zachodniego uzbrojenia na Ukrainie. Atak miał miejsce w pobliżu dworca kolejowego Malin w obwodzie żytomierskim. Rosyjskie Ministerstwo Obrony podało, że pociski kierowane Kalibr, wystrzelone z morza, zniszczyły broń ze Stanów Zjednoczonych i Europy. Z kolei rosyjski region przygraniczny Kursk oskarżył Ukrainę o dokonanie ostrzału. Według SG Ukrainy na wschodnie kraju toczyły się ciężkie walki. Dotknięte obszary obejmowały Siewierodonieck, Bachmut i Awdijiwkę. Następnie Ministerstwo Obrony Rosji poinformowało, że zniszczono ukraińską bazę operacji specjalnych i dwa magazyny paliwa w rejonie Odessy; zestrzelono również dwa ukraińskie samoloty Su-25 i 14 dronów.
Według analizy ISW sprawdziły się podejrzenia co do rosyjskich zamiarów okrążenia i zdobycia Siewierodoniecka po tym, jak ataki na inny kierunkach, w szczególności Iziumu, osłabły. Z tego punktu widzenia armia rosyjska wykorzystała zdobycze terenu w łuku Rubiżne-Siewierodonieck-Ługańsk-Popasna, aby ostatecznie otoczyć Siewierodonieck, będący ostatnim ukraińskim punktem oporu w obwodzie ługańskim.

### 22 maja
Prezydent Ukrainy Wołodymyr Zełenski określił sytuację w Donbasie jako „niezwykle trudną”. Rosyjska armia próbowała zaatakować Słowiańsk i Siewierodonieck. Na wschodniej Ukrainie trwały ciężkie walki o Siewierodonieck i Lisiczańsk. Pozycje wojsk ukraińskich były ostrzeliwane z rosyjskiej artylerii na całej linii frontu w tym rejonie. Rosjanie bezskutecznie próbowali szturmować miasta na północ, wschód i południe od Siewierodoniecka. Równie zaciekłe walki toczyły się o wioski położone na południe od trasy z Lisiczańska do Bachmutu w obwodzie donieckim. Armia rosyjska od wielu dni próbowała odciąć dostawy z obwodu donieckiego dla ukraińskich grup z okolic Siewierodoniecka i Lisiczańska. W obwodzie donieckim miały miejsce bitwy artyleryjskie i bombardowania. Rosyjskie Ministerstwo Obrony podało, że w ciągu ostatnich 24h z powietrza zaatakowano prawie 40 celów, w tym pięć składów broni w Donbasie. Ponadto w całym kraju ostrzelano ponad 580 celów. Według źródeł ukraińskich Rosja zintensyfikowała naloty na całą Ukrainę. Sztab generalny stwierdził, że rosyjska armia „kontynuowała ataki rakietowe i powietrzne na całe terytorium” i „zwiększyła intensywność”. W związku z tym Rosjanie coraz częściej wykorzystywali lotnictwo „do niszczenia ważnej infrastruktury”. Według źródeł ukraińskich w wyniku rosyjskich ataków zginęło co najmniej osiem osób, natomiast według wojskowych w regionie Doniecka zginęło co najmniej siedem osób, a osiem zostało rannych. Ukraińcy stwierdzili również, że odparto 11 ataków Rosjan na wschodniej Ukrainie. W ciągu tygodnia zniszczono ponad 200 rosyjskich pojazdów wojskowych i trzy samoloty. Ponadto Ukraina przedłużyła obowiązujący od końca lutego stan wojenny o kolejne 90 dni. Z kolei parlament Ukrainy przegłosował również przedłużenie mobilizacji powszechnej do 22 sierpnia.

### 23 maja
ISW podało, że siły rosyjskie nadal przechodziły do defensywy, przeprowadzając ograniczone ataki naziemne, które kończzyły się niewielkimi postępami na froncie. Prezydent Wołodymyr Zełenski określił dzienne straty wojsk ukraińskich na froncie we wschodniej Ukrainie na 50–100 żołnierzy. Według źródeł ukraińskich front na wschodzie Ukrainy jest nieustannie bombardowany przez Rosję. Szef administracji wojskowej obwodu donieckiego Pawło Kyrylenko stwierdził, że sytuacja jest trudna. Rosjanie próbowali zająć miasto Łyman, aby przejść do Kramatorska i Słowiańska, czyli największych miast w obwodzie donieckim, które nie były jeszcze kontrolowane przez wojska rosyjskie.
Analiza brytyjskiego Ministerstwa Obrony wykazała, że liczba rosyjskich ofiar, po trzech miesiącach wojny, była taka sama, jak po 9 latach rozmieszczenia wojsk sowieckich w Afganistanie w latach 80. XX wieku. Przyczyną było wiele czynników, takich jak słaba taktyka, brak przewagi powietrznej, niewystarczająca elastyczność i kultura przywództwa oparta na taktyce dowodzenia, która pozwala na powtarzanie tych samych błędów i prowadzi do wysokich strat. Brytyjski wywiad spodziewa się oporu ze strony ludności rosyjskiej, jeśli straty nadal będą wysokie.
Według OSW Ukraińcy odpierali ataki na styku obwodów charkowskiego, donieckiego i ługańskiego, zmuszając Rosjan do wycofania się na wcześniejsze pozycje. Głównym obszarem walk był rejon Siewierodoniecka, gdzie Rosjanie mieli wkroczyć do północnej części miasta, a także zniszczyć most łączący je z sąsiednim Lisiczańskiem. siłom rosyjskim nie udało się opanować drogi Lisiczańsk–Bachmut. Do obniżenia intensywności działań bojowych dochodziło w pobliżu Awdijiwki i Kurachowego. Niekiedy starcia miały miejsce w obwodzie zaporoskim. Ponadto trwał ostrzał pozycji ukraińskich i ich bezpośredniego zaplecza. Celami ostrzału pozostawał również Charków i okolice, Mikołajów, miejscowości w obwodzie dniepropetrowskim oraz rejony obwodów czernihowskiego i sumskiego. Rosjanie przeprowadzili także ataki rakietowe na obiekty infrastruktury wojskowej, kolejowej i magazyny w obwodach charkowskim, połtawskim (rejon łubieński), zaporoskim i żytomierskim i w obwodzie rówieńskim.

### 24 maja
Według brytyjskiego wywiadu Rosjanie zintensyfikowali działania w Donbasie, dążąc do okrążenia Siewierodoniecka, Lisiczańska i Rubiżnego. Zdobycie tego regionu oznaczałoby, że cały obwód ługański znalazłby się pod kontrolą rosyjską. Północną i południową oś tej operacji oddzielało ok. 25 km terytorium kontrolowanego przez Ukraińców. Siły ukraińskie stawiały silny opór, zajmując dobrze umocnione pozycje obronne. Jednakże Rosja osiągnęła lokalne sukcesy, częściowo dzięki koncentracji jednostek artyleryjskich. Sztab Generalny SZ Ukrainy podał, że Rosjanie rozmieścili Iskandery w obwodzie brzeskim na Białorusi, w wyniku czego wzrosło ryzyko ataków rakietowych i lotniczych z tego terenu. Według Sztabu Rosjanie koncentrowali się na operacji ofensywnej w celu otoczenia Lisiczańska i Siewierodoniecka oraz wyjścia na administracyjną granicę obwodu ługańskiego. Minionej doby siły ukraińskie na kierunku donieckim i ługańskim odparły 16 ataków i zniszczyły m.in. osiem czołgów. Z kolei Pawło Kyrylenko, szef donieckiej administracji wojskowej, powiedział, że siły rosyjskie przejęły kontrolę nad miastem Switłodarśk we wschodnim Donbasie, a siły ukraińskie wycofały się w celu przegrupowania. Ponadto emerytowany rosyjski generał Kanamat Botaszew, zginął w samolocie Su-25, zestrzelonym przez ukraińską ochronę przeciwlotniczą w rejonie Popasnej w obwodzie ługańskim.
OSW podał, że siły rosyjskie kontynuowały presję na Ukraińców, konsekwentnie atakując i ostrzeliwując ich pozycje na łączeniu obwodów charkowskiego, donieckiego i ługańskiego. Rosjanie nie rezygnowali z prób okrążenia zgrupowania ukraińskiego w rejonie Siewierodoniecka, umacniając się na południe od drogi Lisiczańsk–Bachmut i przygotowując kolejne przeprawy przez rzekę Doniec. Rosjanie wyprowadzili także uderzenie w kierunku w miejscowości Łuhanśke, pomiędzy Popasną a Gorłówką. Siły ukraińskie odparły większość ataków. Sukcesem zakończyły się boje o Toszkiwkę. Poza Donbasem dominował ostrzał pozycji ukraińskich. Celami uderzeń rakietowych były obiekty infrastruktury kolejowej w obwodzie dniepropetrowskim. Ponadto Rosjanie wprowadzali nowe jednostki z Rosji do obwodu charkowskiego, na Krym oraz na Białoruś.

### 25 maja
Gubernator Serhij Hajdaj stwierdził, że Rosjanie za wszelką cenę chcieli zdobyć obwód ługański, dlatego przerzucili na ten kierunek siły spod Mariupola, Charkowa i z regionu donieckiego. Hajdaj poinformował o ciężkich walkach w pobliżu Siewierodoniecka, ostrzeliwanego przez rosyjskie samoloty, artylerię i wyrzutnie rakietowe. Według niego Rosjanie są „tak blisko miasta, że mogą atakować nawet z moździerzy. Niszczą Siewierodonieck konsekwentnie i przez całą dobę. Sytuacja jest bardzo trudna”. Z kolei trasa Lisiczańsk-Bachmut, którą można dotrzeć do Siewierodoniecka, była ostrzeliwana i trwały walki o jej utrzymanie. Według doniesień siły rosyjskie ostrzeliwały Siewierodonieck z moździerzy. Ukraina podała, że zginęło 6 osób. Z kolei uderzenie rosyjskiej rakiety cruise zniszczyło centrum handlowe i kilka domów w Zaporożu, zabijając jedną osobę i raniąc trzy inne. Według lokalnych urzędników, co najmniej 62 domy zostały uszkodzone.
Według ISW siły rosyjskie priorytetowo potraktowały postępy na wschód i zachód od Popasny w celu przecięcia ukraińskich linii komunikacyjnych na południowy zachód od Siewierodoniecka i zakończyć okrążenie obwodu ługańskiego. Rosjanie prawdopodobnie wkroczyli do Łymanu i mogliby wykorzystać go jako bazę do koordynowania natarć na południowy wschód od Iziumu do ofensywy na Siewiersk. Ponadto siły rosyjskie zaatakowały Zaporoże, aby zakłócić kluczowy węzeł logistyczny dla sił ukraińskich działających na wschodzie. Natomiast OSW podało, że Rosjanie dalej próbowali odciąć i zlikwidować zgrupowanie ukraińskie w rejonie Siewierodoniecka oraz wyprzeć ich z pogranicza obwodów charkowskiego i donieckiego. Trwały walki o Siewierodonieck i okoliczne miejscowości obwodu ługańskiego oraz Łyman. Rosjanie starali się przeciąć drogę Lisiczańsk–Bachmut, szturmując Jakowliwkę i Biłohoriwkę oraz przejąć pełną kontrolę nad drogą Gorłówka–Popasna. Na pozostałych kierunkach Rosjanie kontynuowali ostrzał pozycji ukraińskich i ich zaplecza, rzadko podejmując akcje zaczepne. Celami ataków rakietowych były Krzywy Róg i Zaporoże.

### 26 maja
Według Ukrainy Rosja prowadziła ofensywy na wielu odcinkach frontu, skupiając się na uzyskaniu pełnej kontroli nad wioską i węzłem kolejowym Łyman, w ramach rzekomych przygotowań do ponownego szturmu na Słowiańsk. Wieś Ustyniwka, na południe od Siewierodoniecka, została podobno zaatakowana w celu poprawy pozycji rosyjskich w tym rejonie. Donoszono również, że Rosjanie kontynuowali ataki w pobliżu drogi Lisiczańsk-Bachmut, z atakami na Komyszuwachę, Łypowe i Nahirne oraz o natarciach w okolicach Awdijiwki i w pobliżu wsi Zołota Nywa. Siły rosyjskie wznowiły również ofensywę w celu uzyskania pełnej kontroli nad obwodem chersońskim, atakując wieś Tawrijskie na południe od Mikołajowa i Mikołajówkę na południe od Krzywego Rogu. Rosjanie prowadzili także ostrzał obiektów cywilnych i wojskowych na całym froncie. Według brytyjskiego ministerstwa obrony Rosjanie kontynuowali próby otoczenia Siewierodoniecka i Lisiczańska, po tym jak zdobyli kilka miejscowości na północny zachód od Popasnej. Rosja naciskała na enklawę Siewierodoniecka, choć Ukraina utrzymywała kontrolę nad wieloma sektorami, co uniemożliwiło Rosji przejęcie kontroli nad Donbasem. Ponadto wojsko rosyjskie zaczęło używać 50-letnich czołgów T-62 podczas walk w Donbasie, które „będą prawie na pewno szczególnie podatne na broń przeciwpancerną, a ich obecność na polu bitwy uwydatnia rosyjskie braki w nowoczesnym, gotowym do walki sprzęcie”.
ISW poinformowało o nieudanych działaniach sił rosyjskich na południowy wschód od Iziumu w pobliżu granicy obwodów charkowskiego i donieckiego. Rosjanie posuwali się stopniowo wokół Siewierodoniecka i prawdopodobnie będą próbowali w najbliższych dniach całkowicie otoczyć region Siewierodonieck-Lisiczańsk. Siły rosyjskie kontynuowały pochód na południe i zachód od Popasny w kierunku Bachmutu i przygotowywały „trzecią linię obrony” na okupowanych obszarach osi południowej, aby skonsolidować długoterminową kontrolę nad regionem i przygotować się do odparcia spodziewanej ukraińskiej kontrofensywy. Następnie OSW poinformował o wzroście intensywności działań na łączeniu obwodów charkowskiego, donieckiego i ługańskiego. Miasto Łyman zostało częściowo opanowane przez Rosjan, którzy mieli przygotowywać się do uderzenia na Siewiersk–Bachmut. Ukraińcy starali się nie dopuścić do przejęcia odcinka drogi Lisiczańsk–Bachmut, powstrzymując natarcia w rejonie Biłohoriwka–Nahirne–Berestowe. Z kolei zgrupowanie ukraińskie w okolicach Siewierodoniecka zostało rozdzielone na dwie części, Lisiczańsk–Siewierodonieck i Hirśke–Zołote. Rosjanie atakowali także w kierunku Bachmutu od południowego wschodu. Do prób przełamania obrony ukraińskiej dochodziło w pozostałej części obwodu donieckiego oraz na pograniczu obwodu chersońskiego z mikołajowskim i dniepropetrowskim. Lotnictwo i artyleria ostrzeliwały pozycje ukraińskie i ich zaplecze na wszystkich kierunkach. Ponadto Rosjanie odtwarzali zgrupowanie w rejonach graniczących z obwodami czernihowskim i sumskim.

### 27 maja
Szef władz obwodowych Serhij Hajdaj podał, że na obrzeżach Siewierodoniecka trwały walki, jednak miasto nie zostało odcięte. Według niego wojska Ukrainy będą miały dość sił do obrony obwodu ługańskiego, lecz niewykluczone, że będą musiały się wycofać, aby uniknąć otoczenia przez siły rosyjskie. Natomiast autostrada Lisiczańsk-Bachmut była całkowicie pod ostrzałem, jednak dostawy amunicji i ewakuacja nadal były możliwe. Z kolei ukraińscy urzędnicy stwierdzili, że według szacunków 90% budynków w Siewierodoniecku zostało uszkodzonych. Z kolei siły rosyjskie ogłosiły zdobycie miasta Łyman w obwodzie donieckim. Premier Wielkiej Brytanii Boris Johnson powiedział, że system rakietowy M270 MLRS „umożliwiłby im obronę przed tą bardzo brutalną rosyjską artylerią”. Siły rosyjskie „nadal przegryzają się przez ziemie w Donbasie”, czyniąc „stopniowe, powolne, ale obawiam się, widoczne postępy”.
ISW poinformowało o bezpośrednich atakach Rosjan na dzielnice Siewierodoniecka przed zakończeniem okrążenia. Od zdobytego wcześniej Łymanu atakowali dwoma zgrupowaniami, na południowym zachodzie w celu wsparcia operacji wokół Iziumu oraz na południowym wschodzie, aby posuwać się w kierunku Siewierska. Siły rosyjskie w Popasny próbowały kierować się na północ, aby wesprzeć okrążenie Siewierodoniecka i nie atakowały dalej na zachód w kierunku Bachmutu. Pozycje na północny wschód od Charkowa pozostały w większości niezmienione, bez znaczących ataków ze strony sił rosyjskich lub ukraińskich. Siły rosyjskie nadal wzmacniały swoje pozycje wzdłuż południowej osi w obwodzie chersońskim. Z kolei OSW podał, że najcięższe walki toczyły się na styku obwodów charkowskiego, donieckiego i ługańskiego. Siły rosyjskie podeszły pod Bachmut od południowego wschodu, a Ukraińcy bronili się w okolicach wsi Pokrowśke i Kłynowe. Na północny wschód od Bachmutu trwały walki o kontrolę nad drogą do Lisiczańska. Rosjanie próbowali okrążyć rejon Siewierodoniecka od północy oraz przygotowywali kolejny desant przez Doniec. W obwodzie ługańskim siły rosyjskie wkroczyły do Siewierodoniecka i podjęły próbę obejścia go od południa, jak i sąsiadującego z nim Lisiczańska. Z kolei w obwodzie donieckim siły rosyjskie, po zajęciu Łymanu, atakowały pozycje ukraińskie na południe i południowy wschód od Lisiczańska. Na pozostałych kierunkach trwał ostrzał ukraińskich pozycji. Doszło również do ostrzału Charkowa i okolicznych miejscowości. Z kolei celem uderzeń rakietowych był obwód dniepropetrowski. Według ukraińskich źródeł atakowane były głównie obiekty kolejowe.

### 28 maja
Rosyjskie wojska wkroczyły do miasta Siewierodonieck w obwodzie ługańskim, gdzie trwały ciężkie walki uliczne. Gubernator Serhij Haidai stwierdził, że siły ukraińskie mogą być zmuszone do wycofania się z obwodu, aby nie zostać otoczonym i schwytanym przez Rosjan. Walki w Siewierodoniecku na wschodzie Ukrainy trwały tylko na obrzeżach miasta. Pozostały obszar był pod kontrolą wojsk ukraińskich, podobnie jak szlak komunikacyjny z Lisiczańska do Bachmutu. Według ISW armia rosyjska kontynuowała próby zdobycia Siewierodoniecka, do którego Ukraińcy mieli dostęp tylko z zachodu. Ich trasa zaopatrzenia znajdowała się w zasięgu rosyjskiej artylerii. Przegrana byłaby taktyczną porażką, ale decydującą dla Rosji, ponieważ mogłaby ogłosić propagandowe „zwycięstwo” zdobywając to ostatnie „brakujące” miasto w obwodzie ługańskim. W obwodzie donieckim nie było znaczących rosyjskich postępów. Siły rosyjskie w obwodzie charkowskim nadal koncentrowały się na niedopuszczeniu ukraińskiej kontrofensywy do granicy ukraińsko-rosyjskiej między Charkowem a Biełgorodem. Siły ukraińskie rozpoczęły kontrofensywę w pobliżu granicy Chersoń–Mikołajów, ok. 70 km na północny wschód od Chersonia, która mogła przekroczyć rzekę ingulec. Z kolei brytyjskie Ministerstwo Obrony potwierdziło, że Rosja zdobyła Łyman w obwodzie ługańskim; jest to ważne miasto, w którym znajdują się mosty drogowe i kolejowe, które przecinają rzekę Doniec. Prezydent Wołodymyr Zełenski stwierdził, że „sytuacja jest bardzo trudna, szczególnie w tych miejscach w Donbasie i w obwodzie charkowskim, w których rosyjska armia próbuje osiągnąć jakieś rezultaty”. Ponadto Ukraina potwierdziła, że otrzymała dostawy pocisków przeciwokrętowych Harpoon z Danii i samobieżnych haubic M109 SPH ze Stanów Zjednoczonych w celu przeciwdziałania rosyjskiej inwazji.

### 29 maja

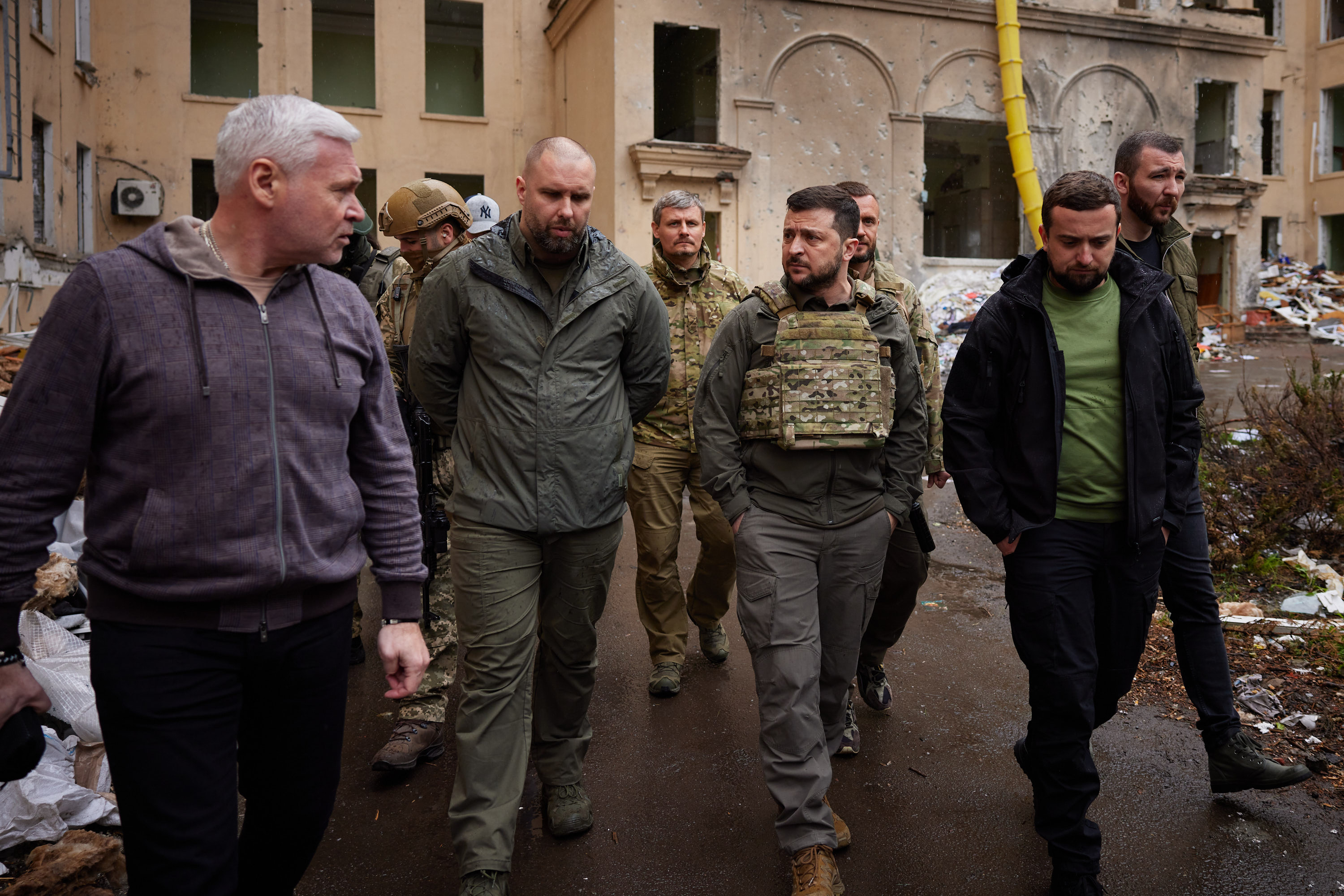
Wizyta prezydenta Zełeńskiego w obwodzie charkowskim.

ISW poinformowało, że siły rosyjskie próbowały przejąć pełną kontrolę nad Siewierodonieckiem. Kontynuowali ofensywę na południowy wschód od Iziumu, jednak nie poczynili postępów w kierunku Słowiańska. Na północny wschód od Bachmutu armia rosyjska przeprowadziła ataki naziemne, aby odciąć ukraińskie szlaki zaopatrzeniowe. Z kolei ukraińska kontrofensywa w północno-zachodnim obwodzie chersońskim zmusiła wojska rosyjskie do obrony. Instytut podał także, że siły rosyjskie poniosły „straszne straty” w bitwie pod Siewierodonieckiem, lecz Ukraina także poniosła poważne straty. Z kolei SG Ukrainy podał, że wojska rosyjskie prowadziły aktywne działania bojowe na kierunkach Siewierodoniecka, Bachmutu i Kurachowego, chcąc okrążyć siły ukraińskie w rejonach Siewierodoniecka i Lisiczańska. Rosjanie wykorzystywali lotnictwo, wojska rakietowe i artylerię. Na kierunku Siewierodoniecka Rosjanie próbowali wzmocnić się na północno-wschodnich przedmieściach Siewierodoniecka i przeprowadzić atak w kierunku centrum miasta. Na kierunku Bachmutu wróg przygotowywał się do działań szturmowych. Prowadził ostrzał w rejonach miejscowości: Komyszuwacha, Dołomitne i Nju-Jork oraz atakował samolotami w rejonach miejscowości Berestowe i Pokrowske. Ostrzały przeprowadzono także w kierunku Krzywego Rogu. Z kolei ukraińska artyleria ostrzelała grupę wojsk rosyjskich, w wyniku czego Rosjanie stracili 39 ludzi i 13 jednostek sprzętu. Później Sztab Generalny podał, że wojska rosyjskie przegrupowały się i szykowały do ataku na Słowiańsk i Barwinkowe. Gubernator Serhij Hajdaj oświadczył, że Rosjanie wdarli się na północno- i południowo-wschodnie obrzeża Siewierodoniecka; zginęły dwie osoby, a siedem zostało rannych. Ponadto siły rosyjskie umacniały się w Łymanie i przegrupowywały się w celu dalszej ofensywy na Słowiańsk. Dokonano również ataków lotniczych w obwodzie sumskim. Natomiast prezydent Zełenski odwiedził miasto Charków; była to pierwsza wizyta poza Kijowem od początku wojny.

### 30 maja
Według ISW siły rosyjskie stopniowo zajmowały Siewierodonieck, lecz jeszcze nie całkowicie okrążyły miasto. Rosjanie skoncentrowali się na przegrupowaniu w pobliżu Iziumu w celu wznowienia ofensywy na Słowiańsk i Barwinkowe, jednak dokonali tylko niewielkich, nieudanych ataków. Siły rosyjskie stopniowo posuwały się w kierunku Słowiańska. W obwodzie charkowskim Rosjanie koncentrowały się na odparciu ewentualnej ukraińskiej kontrofensywy przed dotarciem do granicy ukraińsko-rosyjskiej. Jednakże Ukraińcy nie przeprowadzili w ostatnich dniach żadnych znaczących operacji w tym regionie. Z kolei ukraiński kontratak w północnym obwodzie chersońskim nie posunął się dalej w ciągu ostatnich 48h, lecz zakłócił rosyjskie działania. Siły rosyjskie przeprowadziły kilka nieudanych ataków na ukraiński przyczółek na wschodnim brzegu rzeki Ingulec. Brytyjskie Ministerstwo Obrony podało, że Rosja osiągnęła większe lokalne sukcesy niż wcześniej dzięki zmasowaniu wojsk na stosunkowo niewielkim obszarze. Siły rosyjskie w Donbasie czyniły powolne postępy, lecz zdobycze były utrzymywane. Według resortu „zdobycie Łymanu przez Rosję pomogło w jej głównym celu operacyjnym”. Szef władz obwodowych Serhij Hajdaj stwierdził, że wojska rosyjskie wkroczyły na przedmieścia Siewierodoniecka w trakcie ciężkich walk i przesuwali się w stronę centrum. Dodał, że 100% infrastruktury kluczowej w mieście zostało zniszczone, a 90% budynków mieszkalnych zostało uszkodzone, w tym 60% w stopniu krytycznym. Zacięte walki trwały także o Lisiczańsk. Później Hajdaj podał, że „sytuacja w Siewierodoniecku jest tak skomplikowana, jak to tylko możliwe”. Rosjanom udało się wyjść z obrzeży i przesunąć się nieco głębiej w miasto. Nadal trwały walki uliczne.
OSW, powołując się na SG Ukrainy, podał, że przeprowadzono kontrofensywę na pograniczu obwodów mikołajowskiego i chersońskiego, w wyniku czego Rosjanie ponieśli straty i przeszli do obrony na niedogodnych pozycjach. Na niektórych kierunkach w tych obwodach armia ukraińska miała się przesunąć o 8–10 km. Siły rosyjskie umocniły się w północno-wschodniej części oraz na południowych obrzeżach Siewierodoniecka i uderzyły w stronę centrum, gdzie trwały walki uliczne. Ukraińcy odpierali ataki na pozostałe punkty oporu w obwodzie ługańskim oraz na południe i wschód od Bachmutu. Strona ukraińska poinformowała także o przygotowaniach Rosjan do uderzenia na Słowiańsk od strony Iziumu i Łymanu. Celami ostrzałów były Mikołajów, pozycje ukraińskie w obwodzie mikołajowskim, Charków oraz rejony obwodów czernihowskiego i sumskiego. Z kolei celami ataków rakietowych były Krzywy Róg, okolice Odessy i Sum oraz Nowy Boh i Merefa. Ponadto Rosjanie sprowadzali do rejonów walk nowe siły, oceniane na 250 jednostek ciężkiego uzbrojenia w obwodzie charkowskim oraz 120 w obwodzie zaporoskim.

### 31 maja
Według ISW siły rosyjskie koncentrowały się na nacieraniu w kierunku Słowiańska od południowego wschodu z Iziumu i na zachód od Łymanu, zdobywając teren w Siewierodoniecku i wokół niego. Rosjanie zamierzali posuwać się w kierunku Lisiczańska od strony Toszkiwki, aby uniknąć ataku z Siewierodonecka przez rzekę Doniec. Rosyjskie zgrupowanie w obwodzie chersońskim musiało wytrzymać ograniczoną ukraińską kontrofensywę w północno-zachodniej części obwodu, zwłaszcza że Rosja skupiała się na zdobyciu Siewierodoniecka. Chersoń został sklasyfikowany przez ISW jako obszar kluczowy, ponieważ był to jedyny obszar Ukrainy, gdzie Rosjanie stacjonowali na zachodnim brzegu Dniepru. Z kolei ukraińskie kontrataki w obwodzie charkowskim wypchnęły Rosjan prawie poza zasięg artylerii z miasta Charkowa i powstrzymało rosyjskie natarcie z Iziumu. Szef władz obwodowych Serhij Hajdaj stwierdził, że „większość Siewierodoniecka była kontrolowana przez Rosjan”, jednak zapewnił, że miasto nie było okrążone. Dodał także, że siły rosyjskie przeprowadziły nalot na miasto, w wyniku którego trafiono w zbiornik z kwasem azotowym w zakładach chemicznych. Ponadto rosyjska rakieta uderzyła w budynek w Słowiańsku, zabijając trzy osoby i raniąc sześć.
ISW podało, że siły rosyjskie prawdopodobnie próbowały wykorzystać białoruskie rezerwy sprzętu do wyrównania ciężkich strat materialnych, poniesionych na Ukrainie. SG Ukrainy poinformował, że siły białoruskie przewoziły czołgi i transportery opancerzone ze swoich składów do Rosji, aby odrobić straty bojowe. Raport ten potwierdził wcześniejsze doniesienia, jakoby siły rosyjskie w dużej mierze wyczerpały własne rezerwy. Według OSW władze Siewierodoniecka podały, że Rosjanie zajęli ok. połowę miasta, a walki uliczne toczyły cały czas. Siły rosyjskie zintensyfikowały działania na obrzeżach miasta, w sąsiadującym z nim Lisiczańsku oraz pozostałych pod kontrolą ukraińską miejscowościach. W obwodzie donieckim Rosjanie dokonali ataku na pozycje ukraińskie na północny i południowy wschód od Bachmutu oraz na południe od Łymanu. Na pozostałych kierunkach odbywało się przegrupowanie sił rosyjskich i umacnianie się ich na wcześniej zajętych pozycjach. Ponadto w wyniku natarcia sił ukraińskich udało się zmusić Rosjan do opuszczenia Mykołajiwki w obwodzie chersońskim. Celami uderzeń wrogiej artylerii i lotnictwa były Charków, Mikołajów, Słowiańsk oraz miejscowości na południowy wschód od Zaporoża i na południe od Krzywego Rogu.